# Tondabayashi

Tondabayashi (富田林市 Tondabayashi-shi?) este un municipiu din Japonia, prefectura Osaka.